# Khris Middleton
James Khristian Middleton, detto Khris (Charleston, 12 agosto 1991), è un cestista statunitense, professionista nella NBA con i Washington Wizards.

## Carriera

### NBA

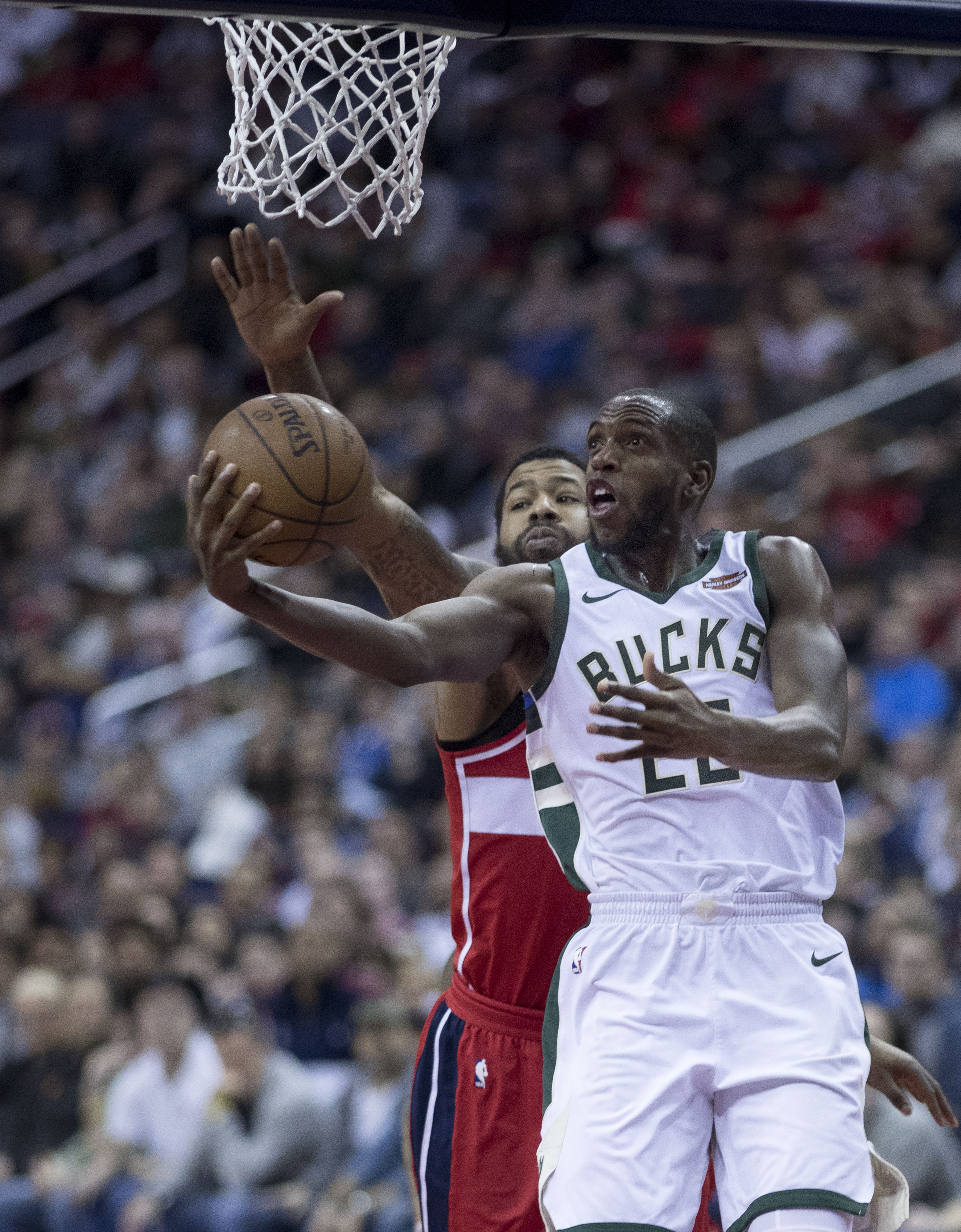
Middleton nel 2018 con i Milwaukee Bucks

Middleton si è dichiarato eleggibile per il draft NBA 2012 dopo tre anni alla Texas A&M University ed è stato selezionato dai Detroit Pistons con la 39ª scelta assoluta. Nel suo anno da rookie con i Pistons ha visto il campo in poche occasioni e ha trascorso del tempo con i Fort Wayne Mad Ants della NBA Development League. Middleton è stato ceduto a Milwaukee nel 2013 ed è diventato subito una componente importante e attiva della squadra. Ha ricevuto la sua prima convocazione all'All-Star Game nel 2019, e si è ripetuto nel 2020 e nel 2022. Nel 2021, Middleton ha contribuito a guidare i Bucks a vincere il titolo NBA, che a Milwaukee mancava da 50 anni. La stessa estate, ha vinto la medaglia d'oro alle Olimpiadi.

## Statistiche
| † | Denota le stagioni in cui ha vinto il titolo |

### NCAA
| Anno      | Squadra          | PG | PT | MP   | TC%  | 3P%  | TL%  | RP  | AP  | PRP | SP  | PP   |
| --------- | ---------------- | -- | -- | ---- | ---- | ---- | ---- | --- | --- | --- | --- | ---- |
| 2009-2010 | Texas A&M Aggies | 34 | 21 | 20,9 | 41,6 | 32,4 | 75,0 | 3,7 | 1,1 | 0,9 | 0,3 | 7,2  |
| 2010-2011 | Texas A&M Aggies | 33 | 33 | 29,6 | 44,9 | 36,1 | 78,4 | 5,2 | 2,8 | 1,2 | 0,1 | 14,3 |
| 2011-2012 | Texas A&M Aggies | 20 | 15 | 28,8 | 41,5 | 26,0 | 75,0 | 5,0 | 2,3 | 1,0 | 0,3 | 13,2 |
| Carriera  | Carriera         | 87 | 69 | 26,0 | 43,0 | 32,1 | 76,8 | 4,6 | 2,0 | 1,0 | 0,2 | 11,3 |

#### Massimi in carriera
- Massimo di punti: 31 vs Arkansas (18 dicembre 2010)[1]
- Massimo di rimbalzi: 10 vs Texas-Austin (11 gennaio 2012)
- Massimo di assist: 7 (2 volte)
- Massimo di palle rubate: 5 vs Nebraska-Lincoln (11 marzo 2010)
- Massimo di stoppate: 3 vs Texas Tech (14 gennaio 2012)
- Massimo di minuti giocati: 43 vs Baylor (5 febbraio 2011)

### NBA

#### Regular Season
| Anno       | Squadra         | PG  | PT  | MP   | TC%  | 3P%  | TL%  | RP  | AP  | PRP | SP  | PP   |
| ---------- | --------------- | --- | --- | ---- | ---- | ---- | ---- | --- | --- | --- | --- | ---- |
| 2012-2013  | Detroit Pistons | 27  | 0   | 17,6 | 44,0 | 31,1 | 84,4 | 1,9 | 1,0 | 0,6 | 0,1 | 6,1  |
| 2013-2014  | Milwaukee Bucks | 82  | 64  | 30,0 | 44,0 | 41,4 | 86,1 | 3,8 | 2,1 | 1,0 | 0,2 | 12,1 |
| 2014-2015  | Milwaukee Bucks | 79  | 58  | 30,1 | 46,7 | 40,7 | 85,9 | 4,4 | 2,3 | 1,5 | 0,1 | 13,4 |
| 2015-2016  | Milwaukee Bucks | 79  | 79  | 36,1 | 44,4 | 39,6 | 88,8 | 3,8 | 4,2 | 1,7 | 0,2 | 18,2 |
| 2016-2017  | Milwaukee Bucks | 29  | 23  | 30,7 | 45,0 | 43,3 | 88,0 | 4,2 | 3,4 | 1,4 | 0,2 | 14,7 |
| 2017-2018  | Milwaukee Bucks | 82  | 82  | 36,4 | 46,6 | 35,9 | 88,4 | 5,2 | 4,0 | 1,5 | 0,3 | 20,1 |
| 2018-2019  | Milwaukee Bucks | 77  | 77  | 31,1 | 44,1 | 37,8 | 83,7 | 6,0 | 4,3 | 1,0 | 0,1 | 18,3 |
| 2019-2020  | Milwaukee Bucks | 62  | 59  | 29,9 | 49,7 | 41,5 | 91,6 | 6,2 | 4,3 | 0,9 | 0,1 | 20,9 |
| 2020-2021† | Milwaukee Bucks | 68  | 68  | 33,4 | 47,6 | 41,4 | 89,8 | 6,0 | 5,4 | 1,1 | 0,1 | 20,4 |
| 2021-2022  | Milwaukee Bucks | 66  | 66  | 32,4 | 44,3 | 37,3 | 89,0 | 5,4 | 5,4 | 1,2 | 0,3 | 20,1 |
| 2022-2023  | Milwaukee Bucks | 33  | 19  | 24,3 | 43,6 | 31,5 | 90,2 | 4,2 | 4,9 | 0,7 | 0,2 | 15,1 |
| 2023-2024  | Milwaukee Bucks | 55  | 55  | 27,0 | 49,3 | 38,1 | 83,3 | 4,7 | 5,3 | 0,9 | 0,3 | 15,1 |
| 2024-2025  | Milwaukee Bucks | 23  | 7   | 23,2 | 51,2 | 40,7 | 84,8 | 3,7 | 4,4 | 0,7 | 0,2 | 12,6 |
| 2024-2025  | Wash. Wizards   | 14  | 14  | 22,1 | 41,3 | 27,7 | 86,8 | 3,7 | 3,4 | 1,3 | 0,2 | 10,7 |
| Carriera   | Carriera        | 776 | 671 | 30,7 | 46,0 | 38,7 | 87,8 | 4,8 | 4,0 | 1,2 | 0,2 | 16,6 |
| All-Star   | All-Star        | 3   | 0   | 21,7 | 35,7 | 40,0 | 100  | 3,7 | 2,7 | 0,0 | 0,0 | 10,0 |

#### Play-off
| Anno     | Squadra         | PG | PT | MP   | TC%  | 3P%  | TL%  | RP  | AP  | PRP | SP  | PP   |
| -------- | --------------- | -- | -- | ---- | ---- | ---- | ---- | --- | --- | --- | --- | ---- |
| 2015     | Milwaukee Bucks | 6  | 6  | 38,7 | 38,0 | 32,4 | 93,3 | 3,7 | 2,0 | 2,3 | 0,5 | 15,8 |
| 2017     | Milwaukee Bucks | 6  | 6  | 38,5 | 39,7 | 36,8 | 81,8 | 4,7 | 5,3 | 2,0 | 0,0 | 14,5 |
| 2018     | Milwaukee Bucks | 7  | 7  | 39,3 | 59,8 | 61,0 | 73,7 | 5,1 | 3,1 | 0,9 | 0,7 | 24,7 |
| 2019     | Milwaukee Bucks | 15 | 15 | 34,3 | 41,8 | 43,5 | 83,5 | 6,3 | 4,4 | 0,6 | 0,0 | 16,9 |
| 2020     | Milwaukee Bucks | 10 | 10 | 35,5 | 39,4 | 35,4 | 82,6 | 6,9 | 6,0 | 1,1 | 0,2 | 20,3 |
| 2021†    | Milwaukee Bucks | 23 | 23 | 40,1 | 43,8 | 34,3 | 88,7 | 7,6 | 5,1 | 1,5 | 0,2 | 23,6 |
| 2022     | Milwaukee Bucks | 2  | 2  | 35,7 | 41,7 | 42,9 | 100  | 5,0 | 7,0 | 1,5 | 0,0 | 14,5 |
| 2023     | Milwaukee Bucks | 5  | 5  | 34,6 | 46,5 | 40,6 | 86,7 | 6,4 | 6,2 | 0,6 | 0,0 | 23,8 |
| 2024     | Milwaukee Bucks | 6  | 6  | 38,3 | 48,2 | 35,5 | 90,0 | 9,2 | 4,7 | 0,5 | 0,2 | 24,7 |
| Carriera | Carriera        | 80 | 80 | 37,6 | 44,1 | 39,0 | 86,6 | 6,5 | 4,8 | 1,2 | 0,2 | 20,6 |

#### Massimi in carriera
- Massimo di punti: 51 vs Washington Wizards (28 gennaio 2020)[2]
- Massimo di rimbalzi: 15 vs Brooklyn Nets (10 giugno 2021)
- Massimo di assist: 12 vs Denver Nuggets (8 febbraio 2021)
- Massimo di palle rubate: 6 vs New York Knicks (10 aprile 2015)
- Massimo di stoppate: 2 (16 volte)
- Massimo di minuti giocati: 55 vs Brooklyn Nets (20 marzo 2015)

### G League
| Anno      | Squadra       | PG | PT | MP   | TC%  | 3P%  | TL% | RP  | AP  | PRP | SP  | PP   |
| --------- | ------------- | -- | -- | ---- | ---- | ---- | --- | --- | --- | --- | --- | ---- |
| 2012-2013 | F.W. Mad Ants | 3  | 3  | 26,3 | 34,0 | 14,3 | -   | 7,7 | 3,0 | 0,7 | 0,3 | 11,0 |
| Carriera  | Carriera      | 3  | 3  | 26,3 | 34,0 | 14,3 | -   | 7,7 | 3,0 | 0,7 | 0,3 | 11,0 |

## Palmarès

### Squadra
- Campionato NBA: 1

Milwaukee Bucks: 2021

### Individuale
- Convocazioni all'All-Star Game: 3

2019, 2020, 2022

### Nazionale
- Oro olimpico: 1

Tokyo 2020